# Defensa nacional espiritual

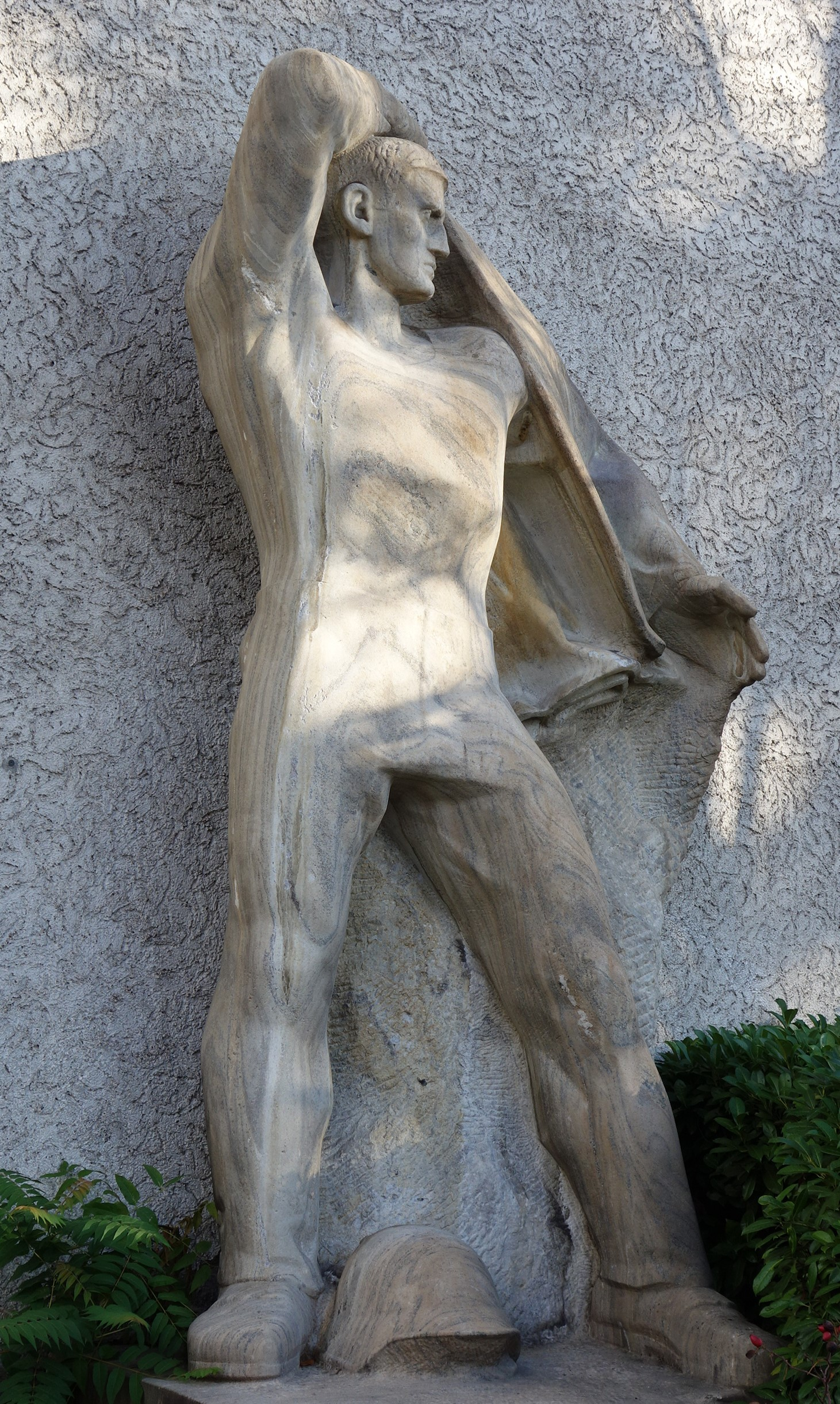
Escultura de mármol " En Guardia " de Hans Brandenberger 1943-1947. Fue un símbolo de esposición nacional suiza en 1939.

La defensa nacional espiritual de Suiza fue un movimiento político y cultural que, en la década de 1930 hasta los años 1960, afirmó los valores nacionales y la defensa suiza contra el fascismo totalitario, nazi o comunista. La idea se originó en la Primera Guerra Mundial, la primera guerra moderna total que ha puesto de manifiesto la necesidad de ampliar los esfuerzos defensivos en las áreas no militares tales como la economía o la cultura.

## Historia
En la década de 1920, la revolución rusa, la amenaza de la Italia fascista (el llamado «fascismo») que representa para la Suiza italiana (Irredentismo italiano) y las posibilidades que ofrece la radio y el cine para la difusión de las ideas totalitarias confirmó la necesidad de un Estado derecho democrático a defenderse en tiempos de paz. La noción de defensa espiritual se presentó ante la década de 1930, pero es el aumento de la amenaza nazi (nacional-socialismo) que le dio su carácter antigermánico, muy bien anclado en Suiza alemana. La Suiza italiana experimentó una forma particular de defensa espiritual, el llamado Elvetismo.
Desde 1933, los parlamentarios, periodistas e intelectuales en Suiza exigieron medidas para reforzar los valores fundamentales del país en un enfoque común para superar las divisiones de los partidos y clases. El mensaje del Consejo Federal del 9 de diciembre de 1938 dio su formulación oficial de defensa espiritual, redigida por el entonces Consejero Federal Philipp Etter. Se denunció el racismo, el nacionalismo étnico, la propaganda cultural del estado y la dictadura, recordándose los valores considerados suizos como la pertenencia a tres culturas europeas (la italiana, la francesa y la alemana), su diversidad, la naturaleza federal de su democracia así como la dignidad y la libertad de los seres humanos. La defensa de estos valores fue proclamada como una tarea prioritaria para el ciudadano y no tanto para el Estado.
La Exposición Nacional de Zúrich en 1939 (la Landesausstellung o Landi) permitió al movimiento de la Defensa nacional espiritual de ejercer un fuerte impacto espiritual en la población. A continuación, se habló del „espíritu de la Landi“. El "suizo especial" tampoco se ha detallado, el concepto pegado a un programa mínimo con un amplio espectro de las aberturas. Fue un gran techo bajo el cual se encontraban las orientaciones políticas diferentes, salvo en frentistas y parte de los comunistas, que trajeron con ellos significados diferentes ya veces contradictorios. Así que los liberales y los radicales celebraron en 1848 el Estado federal democrático y los derechos humanos; los conservadores exigieron federalismo, los derechos de la familia y la libertad de las Iglesias, la izquierda exigió la solidaridad popular y la justicia social y el derecho establecido en los planes para una nueva democracia autoritaria organizada según un modelo corporativista.
Varias instituciones fueron instrumentos para contrarrestar la propaganda orquestada por Alemania e Italia: Pro Helvetia, la organización cultural privada fundada en 1938, la Sociedad Helvética en Nuevo y, en noviembre de 1939, el Ejército y la sección de Home, creado en el Ejército. La desconexión de la competencia y la política exterior cultural y cerco militar de Suiza favoreció la creación de un grupo nacional, que vino a enriquecer a los repatriados y refugiados. Algunas áreas florecieron (editorial, teatro, radio, prensa, cine), los recién llegados se instalaron (la coreografía, el swing, el jazz). Romanche fue reconocido como la cuarta lengua nacional.
Al final de la guerra, la sección del Ejército y la Casa se disolvió y Pro Helvetia convertido a la promoción de la cultura. Para preservar la posguerra "comunidad nacional de destino" que se había formado en 1933, los representantes de la defensa espiritual en el oeste de Suiza, fundada el suizo Citas (1945), la Suiza del Aufklärungsdienst Schweizerischer (1947) Italia y Suiza coscienza Svizzera (1948), que seguían civil. Al comienzo de la Guerra Fría, la defensa se convirtió en objetivo de revivir espiritual para el totalitarismo soviético. A pesar de esta orientación, conservó su primera apertura y reunió a un amplio espectro de tendencias políticas, de izquierda a derecha. En 1952, por ejemplo, el Tesino Giuseppe Lepori, consejero de Estado y el católico conservador futuro del Consejo Federal, fue la apertura de Suiza en relación con Europa y la solidaridad hacia otros pueblos, en una misión fundamental de defensa espiritual, que siempre fue uno de los valores fundamentales del país, el Estado de derecho, estado social, la neutralidad y un ejército de milicias fuerte.
El equilibrio entre el fortalecimiento de los valores democráticos y los helvéticos contra terminó en la década de 1950 por la inclinación hacia la idea de la defensa y la lleva a un aislamiento intelectual y político fuerte. Ejército y Foyer, reactivada en 1956, y el Grupo de Trabajo para la defensa espiritual, creado en 1959, dirigido tanto a su fortalecimiento entre el pueblo y el ejército. El cultural e intelectual se opuso a la extensión. Al igual que un Jean Rodolphe de Salis, quien criticó la defensa de Confianza mente espiritual, empujando a través de las mentes y rechazó la medida como obsoleta. El Consejo Federal también se negó a apoyarlo, la defensa espiritual, fue abandonado poco a poco. En 1962, el Grupo de Trabajo se disolvió, Pro Helvetia y la Nueva Sociedad Helvética cesado su colaboración con el Ejército y el vestíbulo, cuya actividad se limita a alentar a la voluntad de defender y llevar a cabo la guerra psicológica.
A finales de 1960, la defensa espiritual era objeto de fuertes críticas desde la izquierda de los jóvenes, que vieron en ella un instrumento de adoctrinamiento y poner a disposición del talón de la sociedad. Cuando, en 1969, el Departamento Federal de Justicia y Policía, en su Manual de Protección Civil, destacó la importancia de la defensa espiritual en la guerra de la Independencia, se desató una tormenta de indignación que llevó al gobierno a abandonar definitivamente tema .
En la década de 1970, la historiografía asestó un juicio negativo sobre la defensa espiritual, reduciéndolo a una expresión del derecho burgués. Descrito como el "totalitarismo Helvética" o "totalitarismo democrático", que se comparó incluso el fascismo y el equivalente a un criptograma del nacionalismo reducido, y estrecha de miras y patriotard. Él la asociación de los valores burgueses, o extrema derecha. No fue sino hasta finales de 1990 que la investigación supera esta reducción de los intereses expresión de defensa espiritual conservador en su lucha contra el totalitarismo orientación y su espectro político. Todavía no hay estudio completo.
- Datos: Q672638
- Multimedia: Geistige Landesverteidigung / Q672638